# Valtina
Valtina – wieś w Estonii, prowincji Valga, w gminie Karula.